# Microstylum capense
Microstylum capense là một loài ruồi trong họ Asilidae. Microstylum capense được Fabricius miêu tả năm 1805.